# Galattolipidi

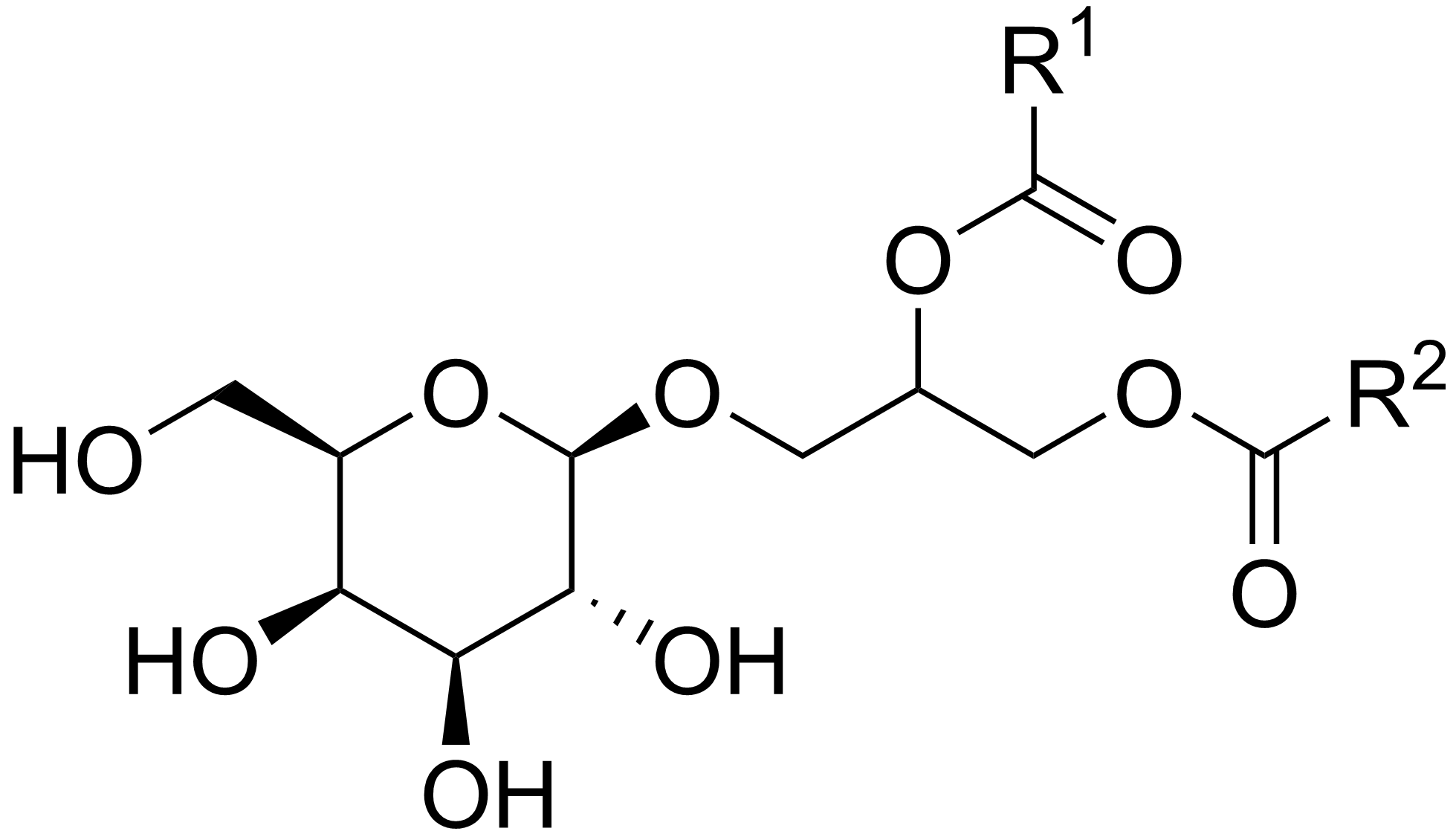
Struttura di un mono-galattosil-diacil-glicerolo (MGDG), un galattolipide. I gruppi R^{1} ed R^{2} rappresentano due catene lipidiche.

I galattolipidi (dal greco: λίπος, lipos = "grasso" e γάλα-ακτος, gala-aktos, "latte") sono glicolipidi in cui l'ossidrile in posizione C3 del glicerolo è impegnato in un legame acetalico col carbonio C1 di una molecola di galattosio, che può essere liberata in soluzione in seguito ad idrolisi. I galattolipidi ricoprono un importante ruolo strutturale nella costituzione delle membrane cellulari delle cellule vegetali, soprattutto nelle membrane dei plastidi di cui rappresentano il componente principale.